# Kuggskär (vid Örö, Kimitoön)
Kuggskär med Hundskär och Tenskär är en ö i Finland. Den ligger i Norra Östersjön eller Skärgårdshavet vid Örö i kommunen Kimitoön i den ekonomiska regionen  Åboland i landskapet Egentliga Finland, i den sydvästra delen av landet. Ön ligger omkring 74 kilometer söder om Åbo och omkring 150 kilometer väster om Helsingfors.
Öns area är 30,7 hektar och dess största längd är 0,9 kilometer i nord-sydlig riktning. Ön höjer sig omkring 10 meter över havsytan.

## Sammansmälta delöar
- Kuggskär 59°46′53″N 22°22′34″Ö / 59.78129°N 22.37619°Ö
- Hundskär 59°46′37″N 22°22′24″Ö / 59.77691°N 22.37334°Ö
- Tenskär 59°46′46″N 22°22′28″Ö / 59.77954°N 22.37432°Ö